# Debug
debug — Программа-отладчик, которую используют для проверки и отладки выполняемых файлов. Использовалась при операционной системе DOS. Под более поздние версии операционных систем работает через эмулятор DOS и имеет ограниченные возможности. Также иногда называют процесс отладки программы.

## Назначение
Данная программа является консольным приложением и предназначена для создания или изменения кода файлов. С помощью неё можно создавать простые приложения под DOS и отслеживать их работу. Данный отладчик находится на самом низком уровне компиляторов assembler. Но обладает неплохими возможностями такими как просмотр, изменение памяти и получение состояния регистров.

## Команды

### Запуск отладчика
Программа вызывается через командную строку:
```
DEBUG

DEBUG [[диск:][путь]имя_файла [параметры]]

DEBUG C:\мойпуть\My.com
```

### Работа с файлами
| Команда | Описание                                                                                               | Пример                                                              |
| ------- | --- | ------------------------------------------------------------------- |
| -N      | -N Путь_Имя_Файла. С помощью этой команды можно загружать и сохранять файлы. Сокращённо от слова Name. | -N My.com [Нажать Enter]                                            |
| -L      | Загрузка файла. Сокращённо от слова Load.                                                              | -N My.com [Нажать Enter] -L [Нажать Enter]                          |
| -W      | -W Путь_Имя_Файла. Сохранить файл. Сокращённо от слова Write.                                          | -N My.com [Нажать Enter] -W [Нажать Enter] Writing Число_Байт bytes |

### Отображение и изменение значений регистров
| Команда      | Описание                                              | Пример |
| ------------ | ----------------------------------------------------- | --- |
| -R           | Выдаёт содержание всех регистров.                     | -R [Нажать Enter] AX=D3E0 BX=0000 CX=0000 DX=0000 SP=FFFE BP=0000 SI=0000 DI=0000 DS=16BB ES=16BB SS=16BB CS=16BB IP=0100 NV UP DI PL NZ NA PO NC 15A3:0100 30C0 XOR AL,AL |
| -R [регистр] | Просмотр регистра и запись нового значения в регистр. | -R AX [Нажать Enter] AX 0000 666 [Нажать Enter] |

### Дамп памяти
| Команда                                 | Описание | Пример                                                 |
| --------------------------------------- | --- | ------------------------------------------------------ |
| -D                                      | Выдаёт содержимое памяти. Сокращённо от слова Dump.                                                                                  | -D [Нажать Enter]                                      |
| -D [Начало_Сегмента] L [Конец_Сегмента] | Выдаёт содержимое памяти от начального сегмента до конечного сегмента. Чтобы вывести всю память нужно ввести -D 0 L 0 [Нажать Enter] | -D 0000 L 0005 [Нажать Enter] 1814:0000 CD 20 FF 9F 00 |

### Дизассемблирование
| Команда | Описание                                                                             | Пример                                                         |
| ------- | ------------------------------------------------------------------------------------ | -------------------------------------------------------------- |
| -U      | Команда преобразования кода в инструкции ассемблера. Сокращённо от слова Unassemble. | -U [Нажать Enter] 1814:0100 ADD [BX+SI],AL 1814:0102 XOR AL,00 |

### Ассемблирование
| Команда | Описание                                                                           | Пример                                                                           |
| ------- | ---------------------------------------------------------------------------------- | -------------------------------------------------------------------------------- |
| -A      | Преобразования инструкции ассемблера в машинный код. Сокращённо от слова Assemble. | -A [Нажать Enter] 1814:0100 MOV AX,0009 1814:0103 [Вводим_Дальше] [Нажать Enter] |

### Компиляция
| Команда                                      | Описание | Пример                                        |
| -------------------------------------------- | --- | --------------------------------------------- |
| -G                                           | Запуск исполнения программы. Сокращённо от слова Go. | -G [Нажать Enter] Program terminated normally |
| -G =[Адрес_Начала_Работы]                    | Начиная с этого адреса начинается компиляция. | -G =100                                       |
| -G [Адрес_Брейкпоинта] [Адрес_Брейкпоинта] … | Программа запускается и выполняется пока не дойдёт до брейкпоинта после чего она остановится и выведет значения регистров для продолжения работы необходимо нажать -G. Максимальное число брейкпоинтов 10. | -G 176 47d 537 647 [Нажать Enter]             |

### Трассировка
| Команда                                           | Описание | Пример                  |
| ------------------------------------------------- | --- | ----------------------- |
| -T                                                | Команда имеет сходство с командой (-G) Go, но отличается тем что выводит значения регистров после каждой инструкции. Сокращённо от слова Trace. | -T [Нажать Enter]       |
| -T =[Адрес_Начала_Работы] [Количество_Инструкций] | Дополнительно указывает с какого адреса запускаться программе и количество исполняемых инструкций.                                              | -T =100 5[Нажать Enter] |

## Использование для других целей
Утилитой debug можно было редактировать двоичные файлы, в той среде, где установлен только DOS и больше ничего. Ещё её можно было использовать и для редактирования секторов дисков, например, чтобы излечить компьютер от boot-вирусов эпохи DOS.